# Uzina Mecanică Cugir
Uzina Mecanică Cugir (UM Cugir) è una impresa pubblica di Cugir, Romania, produttrice di armi. Fu fondata nel 1799, sotto il dominio dell'Impero austriaco, e fino al 1989 è stata una delle più importanti aziende del Distretto di Alba.
L'azienda era suddivisa in due rami: quello civile, che produceva elettrodomestici e macchine e il ramo speciale che produceva armi e munizioni (Gryazev-Shipunov GSh-23: GȘ-23).
Il 15 dicembre 1937, Uzinele de Armament Cugir fu visitata in incognito dal re Carol II e da suo figlio, principe Mihai, seguiti dal generale Samsonovici, presidente del Consiglio di amministrazione, e dal direttore Cristescu.
Dopo la Rivoluzione romena del 1989, la società entrò in crisi e dai 18.000 dipendenti si passò a poco più di 1.000 del 2008.
Uzina Mecanica Cugir ebbe la divisione civile operativa fino al 2005. Nel 1980 venivano fabbricate macchine lavatrici come la Automatic e Automatic Super, del costo di 4.800 lei. Nel 1994 venne messa in produzione le lavatrici Diamant 400 e 550t.
La Uzina Mecanică Cugir produsse, fino al 2008, la lavatrice Albalux.

## Prodotti
- TT-Cugir (Tokarev TT-33 su licenza)
- Pistol Carpați Md. 1974
- Pistol Md. 1995
- Pistol Md. 2000
- PM Md. 1963
- PA Md. 1986
- PM Md. 1996
- PSL
- GȘ-23